# Museo diocesano di Reggio Calabria
Il Museo diocesano di Reggio Calabria, o per esteso Museo diocesano monsignor Aurelio Sorrentino di Reggio Calabria, è un museo ubicato nel complesso architettonico dell'arcivescovado della città calabrese che accoglie anche la biblioteca diocesana e l'archivio storico diocesano.

## Storia
L'idea di costituire un Museo diocesano a Reggio è relativamente recente. Istituito da monsignor Giovanni Ferro il 25 gennaio 1957, il museo riceve nuovo impulso durante l'episcopato di mons. Aurelio Sorrentino, che già in occasione del XXI Congresso eucaristico nazionale, nel 1988, promosse nei locali destinati a divenire spazio espositivo permanente una mostra "Figurazioni del sacro: otto scultori nel territorio reggino tra 800 e 900", promossa dell'Amministrazione Provinciale di Reggio Calabria. 
Il museo diocesano che si è inaugurato il 7 ottobre 2010 è esito di un complessivo progetto museografico, nell'ambito dell'intervento denominato Sistema Mu.Di.C del quale si è fatta promotrice la Direzione regionale per i beni culturali e paesaggistici della Calabria nell'ambito dell'accordo di programma quadro (APQ) del 22/12/2003 Beni e attività culturali per il territorio della Regione Calabria. L'edificio che ospita al pianterreno il Museo è quanto resta dell'ala del palazzo Arcivescovile costruita alla fine del Settecento sulle rovine di un preesistente edificio, sorto accanto alla cattedrale alla fine del Cinquecento.
Nell'ideare il percorso narrativo che guida l'allestimento i progettisti hanno inteso restituire all'opera esposta la memoria della sua funzione originaria, in modo da farne emergere i significati simbolici, la sua valenza di segno, facendo salvi, inoltre, i nessi altrimenti perduti con la comunità religiosa cui essa appartenne e con lo spazio sacro per il quale fu realizzata.
Il museo è stato inaugurato il 7 ottobre del 2010.

## Collezione esposta
La collezione presente è preziosa ed altamente rappresentativa e comprende: 
- argenti, molti dei quali riconducibili a botteghe messinesi e napoletane;
- un consistente nucleo di tessuti liturgici, esito di manifatture calabresi, siciliane, venete e francesi;
- una raccolta di dipinti;
- frammenti lapidei settecenteschi provenienti dagli altari dell'antica cattedrale di Maria Santissima Assunta.

Un numero consistente di argenti sacri documenta il pregio del patrimonio di antiche confraternite reggine, come quella del Santissimo Sacramento in Cattedrale, dei Santi Crispino e Crispiniano nella chiesa omonima, di Gesù e Maria e di Sant'Eligio nella chiesa di Gesù e Maria, dell'Immacolata nella chiesa della Santissima Annunziata.